# Csokonyavisonta
Csokonyavisonta é um município da Hungria, situado no condado de Somogy. Tem 81,29 km² de área e sua população em 2019 foi estimada em 1.561 habitantes.